# Anthon Gobelig
Anthon Gobelig (* um 1570 in Cochem; † um 1640 ebenda) war ein deutscher Landtags-Delegierter (Abgeordneter)

## Leben
Als der Kurfürst von Trier Christoph von Sötern den Amtmann Georg von der Leyen mit einem Landtagsbeschied vom 7. August 1625 vom Trierer Landtag, an dem sowohl die geistlichen als auch die weltlichen Stände teilgenommen hatten, nach Cochem gesendet hatte, war Anthon Gobelig von Cochem der einzige Vertreter der Stadt, der ein Dokument zur Finanzierung der Schulden des Erzstifts unterzeichnete.

„…daß von allen und jeden in diesem Coblenzer Erzstift verkauften meinen von dem Verkeuffer der fünfundzwanzigste Pfennig erhoben eingenommen, und dergestalt bezahlt werden solle, daß hierinnen eine durchgehende allgemeine Gleichheitt, sowohl den der Ritterschaft, als Thum’ß (Dom’ß) und Johannitter-Orden und allen andern Eximirten gehalten, und niemand davon, weder Geist- noch weltlich exempt befreiet oder verschont werden solle… Zu mehrerer Vollziehung, berechtig- und Genehmshaltung aller obbeschriebener Ding, ist dieser Abschied vierfach ingrosiert und ausgefertigt, und von ihrer Kurfürstlichen Gnaden wie auch beiden löblichen Ständen versiegelt und unterschrieben worden, so geben den 7. August 1625.“

Hintergrund der Erhebung dieser Steuern waren die durch den Dreißigjährigen Krieg angefallenen Kosten. Die Erwähnung des Namens Anthon Gobelig wird in diesem Zusammenhang als ein Hinweis auf die derzeit erstmals zustandegekommenen Trierer Landtage angesehen. Vertreter der geistlichen Stände bei diesen Landtagen waren kurfürstliche Räte, das Domkapitel sowie Deputierte der weltlichen Stände.